# WAHAHA本舗
WAHAHA本舗株式会社（ワハハ本舗株式会社、ワハハほんぽ）は、日本の劇団兼芸能事務所。所在地は東京都渋谷区渋谷二丁目。英表記はWAHAHA-HOMPO。
事務所側は、表記に関して“ワハハ本舗”でも“WAHAHA本舗”でも構わないとしている。

## 概要
1984年、劇団東京ヴォードヴィルショーに所属していた喰始（たべ はじめ）、佐藤正宏、久本雅美、柴田理恵らが独立して旗揚げ。劇団主催者は喰始。座長は佐藤正宏。所在地は東京都渋谷区渋谷。
なお発足時から現在まで通じて下ネタが非常に多く、放送禁止用語を連呼したりするため、公演の大半はテレビでは放映できない。創立メンバーには九代目林家正蔵もいたが、父・初代三平が大の下ネタ嫌いだったこともあり、直ぐに離脱している。
1994年、元日夜に放送された『北野武政界進出宣言!?ビートたけしのお笑いウルトラクイズ』（日本テレビ）の中で、梅垣義明を筆頭にメンバー9人が金粉を全身に塗り、コテカと半纏をまとい、腰を振って踊りながら「イヨマンテの夜」を歌った。その表現に対し、アイヌ民族の団体「レラの会」等が、差別的であるとして日本テレビ本社へ抗議に訪れた。
2000年以降、若手団員で構成されていたオホホ商会が解体。ワハハ本体に合流し、2006年2月の時点で団員は28名となる。
2001年1月3日放送の日本テレビ「欽ちゃんの第62回全日本仮装大賞」において、全員が「バリ島の線香花火」を演じ、技術賞を獲得した。
2003年4月からWAHAHA本舗の新セクションとしてWAHAHA商店が誕生し、ガッポリ建設、猫ひろし、ウクレレえいじ、コラアゲンはいごうまん（2020年12月31日に退所）、チェリー吉武らが所属している。
2006年、DJ OZMAがNHK紅白歌合戦で「裸スーツ」（肌色のボディスーツにリアルな裸のイラストを描いたもの）を着用したことが問題となった。この「裸スーツ」の製作・貸し出し元はWAHAHA本舗であった。なお、WAHAHA本舗で「裸スーツ」を利用したパフォーマンスは、80年代後半-90年代初頭から登場している。
2013年1月30日、毎年恒例の全体公演の制作発表会が行われ、久本雅美と柴田理恵が出席したが、この中で、4月18日の仙台公演を皮切りに沖縄も含む19カ所、23公演が予定されている本公演での上演作品『ラスト』をもって、創立30周年にして最終公演とし、無期限の充電期間を置くことが発表された。久本は「（創立メンバーが）皆50代に突入し、みんな自分たちのやりたいこともあるだろう」と説明、今後は個人の活動を優先させていくとした。一方で「これがエンドではない」と“復活”も約束したが、「あと何年後かしたらみんなヨボヨボになっています」と続け、参加者を笑わせた。
評判が良かったことから「実は『ラスト』は3部作シリーズ」と銘打ち、2016年に第2弾『ラスト2 NEW HOPE 新たなる希望』が全国ツアーで上演された。そして2017年、第3弾にして完全終了の公演『ラスト3〜最終伝説〜』が全国ツアーで上演され、8月26日の気仙沼市民会館で千穐楽となった。5月24日の東京国際フォーラムでの初日公演では、初期メンバーの林家正蔵がスペシャルゲストで参加した。
しかしながら復活の要望が大きかったことから、2019年4月、2020年に再度全体公演を復活させることを発表した。そのプレイベントとして、2019年6月、過去の全体公演の演目の中からのよりぬきを再公演する「ベストオブ全体公演～ショー・マスト・ゴー・オン～」が上演された。そして2020年5月、復活全体公演3部作のパート1「王と花魁」が全国ツアーで上演される予定だったが、新型コロナウイルス蔓延により2021年への延期が決定された。

## 所属タレント
- 喰始（主宰）

俳優（ワハハ本舗）
- 佐藤正宏
- 柴田理恵
- 久本雅美
- すずまさ
- 梅垣義明
- なんきん
- 大久保ノブオ
- タマ伸也
- トニー淳
- 正源敬三
- 我善導
- 清水ひとみ
- 兵頭有紀
- 大窪みこえ
- 正司歌江
- 白川和子

俳優（大江戸ワハハ本舗・娯楽座）
- 村本准也
- 噛家坊
- 哀原友則
- 吉川元祥
- 三宅潤
- 星川桂
- 矢原加奈子
- 犬吠埼にゃん
- 鈴木千琴
- 石原奈津美

芸人
- ポカスカジャン（大久保ノブオ・タマ伸也）
- 冷蔵庫マン（飯塚俊太郎）
- 3ガガヘッズ（トニー淳・正源敬三）
- セクシー寄席（矢原加奈子・星川桂・兵頭有紀・寺田奈美恵）
- ヴァチスト太田
- ウクレレえいじ
- 猫ひろし
- 室田稔（ガッポリ建設）
- ジジ・ぶぅ
- はまこ・テラこ（浜田もり平・寺田奈美恵）
- β
- 原田17才
- CHIKI
- PンPコ
- みつまJAPAN'
- 三志郎
- YOKO
- KID
- ふうらいぼう。（高橋和明・小西啓介）
- 親父バンド・放課後残され隊（村井大福神・シェフ米山・菅原鷹志）
- ザ・グレイテスト松竹梅（星川桂・雨宮あさひ・鈴木千琴）
- ブルースブラザーズ（噛家棒・哀原友則）
- 正月太郎・次郎（哀原友則・コースケ☆原澄人）
- チームまつたけ（雨宮あさひ・鈴木千琴）
- ザ・ハンコック（コースケ☆原澄人・吉川元祥）

文化人
- アジャコング
- 菅原鷹志
- ヤン・ヨンヒ

かつて所属していたメンバー
- 村松利史
- 中山宏子
- 吹越満
- 渡辺信子
- てるやひろし
- 元氣安
- 勝栄（2016年8月28日まで）
- 岩谷健司
- 古賀清
- 大地倫子
- 新田聡子
- 光野亜希子
- 椿鮒子
- アンドレ仁平
- 鹿糠唱子
- ねんど大介
- ねこマジ
- キャラメルマシーン（SADA・おだじ）
- マンボー
- 省吾
- あららナカジー（元：ナカジー13世）
- パーマーイ雅晴
- トシ・カプチーノ
- 小堀敏夫（ガッポリ建設）
- コラアゲンはいごうまん
- チェリー吉武
- コースケ☆原澄人
- 雨宮あさひ
- 仲村唯可
- 伊地知玲奈
- 梛木美佳
- 石川俊輔
- 村井雄治
- 守谷勇人
- 琴美
- 豊田雅美